# Масауа (Павија)
Масауа је насеље у Италији у округу Павија, региону Ломбардија.
Према процени из 2011. у насељу је живело 335 становника. Насеље се налази на надморској висини од 80 м.